# El hombre de las mil caras (película de 1957)
El hombre de las mil caras (en inglés, Man of a Thousand Faces) es una película de 1957 que desgrana la vida del actor de cine mudo Lon Chaney, interpretado por James Cagney.
Dirigida por Joseph Pevney, el reparto de la película incluyó a James Cagney, Dorothy Malone, Jane Greer y Jim Backus. Chaney hijo fue interpretado por Roger Smith, más tarde la estrella de la serie de televisión 77 Sunset Strip, y el jefe del estudio Irving Thalberg fue interpretado por Robert Evans, que pronto dejó la actuación y finalmente se convertiría en jefe de Paramount Pictures. Los cuatro escritores de la película fueron nominados al Premio de la Academia al Mejor Guion Original en la trigésima edición de los Premios Óscar.

## Trama
En los primeros años 1900, el actor Lon Chaney (James Cagney) trabaja en el vodevil con su esposa Cleva (Dorothy Malone). Chaney deja el espectáculo y Cleva anuncia que está embarazada. Lon es feliz y dice a Cleva que ha sido contratado por el famoso grupo de comedia Kolb and Dill para su próximo espectáculo.
Cleva presiona a Lon para visitar a sus padres (que ella no conoce) en su ciudad natal de Colorado Springs. Lon es reticente porque sus padres son ambos sordomudos, un hecho que Lon nunca ha revelado. Cleva reacciona con disgusto y no quiere dar a luz, temiendo que el niño herede la discapacidad, no quiere ser madre de una "cosa muda".
Meses más tarde, un hijo, Creighton, nace y pronto queda claro que no es sordo. A pesar de esta buena noticia, el matrimonio de Lon y Cleva continúa erosionándose en los años siguientes. Ella empieza a trabajar como cantante en un club nocturno, dejando al pequeño Creighton con su padre en su teatro antes de ir a trabajar.
Lon desarrolla un sentimiento cercano pero platónico con la chica del coro Hazel Hastings (Jane Greer). Hazel es feliz ayudando a vigilar al joven Creighton. Después que el niño enferme en el teatro, Lon se queja al empleador de Cleva, que a regañadientes acepta despedirla.
Cuando afronta a su mujer en su camerino, Lon descubre que Cleva ha estado saliendo con Bill, un rico patrocinador. Cleva se entera de que ha sido despedida con la connivencia de su marido y reacciona gritando, lo que provoca la entrada de Bill en el camerino. Bill la consuela y entonces pregunta a Lon quién es. Lon responde que es de la agencia de cobros, y que está aquí para recoger a su mujer. Bill mira a Cleva con desprecio y se va.
Lon regresa al teatro, donde descubre que Hazel está siendo abordada en el pasillo por un hombre alto, delgado. Lon pega al hombre en la cara y le dice que se levante. Hazel explica que no puede y le sube los pantalones al hombre hasta las rodillas, revelando dos piernas de madera. Es Carl Hastings, su exmarido, una vez racional, pero ahora consumido por la amargura como resultado de su accidente.
Cleva entra en el camerino de su cónyuge para encontrar a Lon con sus manos en los hombros de Hazel. Cleva grita que no va a volver a ser una "sirvienta enfermera" para que pueda coquetear con una corista. Cleva deja su casa y desaparece. Días más tarde, Lon está actuando en una rutina de baile maquillado de payaso durante una matinee, cuando una Cleva totalmente trastornada sube al escenario y bebe una botellita de ácido delante de la audiencia, sobreviviendo pero dañando permanentemente sus cuerdas vocales.
Cleva es hospitalizada, pero huye una vez más. El escándalo destruye la carrera de Lon en el vodevil. El estado toma en custodia al joven Creighton considerando la situación de su hogar como inadecuada, causando que Lon reaccione furiosamente. Siguiendo el consejo del agente de prensa Clarence Locan (Jim Backus), Lon se traslada a Hollywood para probar suerte en el nuevo campo del cine.
Después de empezar como extra, la incansable ética de trabajo de Lon, y su pericia en maquillaje, le hacen un actor solicitado y más tarde un intérprete de carácter. Lon es lanzado al estrellato con la película El Hombre Milagro (1919) como el hombre aparentemente lisiado que supuestamente se cura por la fe. Su éxito lleva su carrera a la cumbre en películas como El jorobado de Notre Dame (1923) y El Fantasma de la Ópera (1925).
A medida que su carrera progresa, Lon afronta retos personales. A pesar de que se casa con Hazel y recupera la custodia de Creighton, su exmujer Cleva reaparece, buscando pasar tiempo con Creighton (a quién Lon había dicho que estaba muerta). Hazel revela la verdad a Creighton, que se va para quedarse con su madre, enojado con Lon por el engaño.
Lon enferma durante el rodaje de la versión sonora de su éxito The Unholy Three (1930) y le es diagnosticado cáncer bronquial. Hazel y Locan deciden (inicialmente) ocultarle la verdad de su condición. Creighton (Roger Smith) se reconcilia con su padre y van juntos a una partida de pesca a la cabaña de Lon en las montañas. Después de regresar de su viaje de pesca, Lon se derrumba y regresa a casa para vivir sus últimos días.
En su lecho de muerte, el moribundo Chaney (ahora incapaz de hablar debido al cáncer) regresa a la lengua de signos de su niñez para expresar su amor a sus amigos y familiares y para pedir perdón por transgresiones no especificadas. Lon le pide a Creighton que le acerque su caja de maquillaje. Saca una barrita de maquillaje y añade "Jr." a su nombre escrito en la caja, indicando a su hijo su deseo de que continúe con el trabajo de su vida. Creighton se va con la caja en la mano, listo para empezar su carrera cinematográfica como Lon Chaney Jr..

## Reparto
- James Cagney como Lon Chaney
- Dorothy Malone como Cleva
- Jane Greer como Hazel
- Marjorie Rambeau como Gert
- Jim Backus como Clarence
- Robert Evans como Irving Thalberg
- Celia Lovsky como Señora Chaney
- Jeanne Cagney como Carrie Chaney
- Roger Smith como Creighton Chaney
- Robert Lyden como Creighton Chaney a los 13 años
- Rickie Sorensen como Creighton Chaney a los 8 años
- Dennis Rush como Creighton Chaney a los 4 años
- Simon Scott como Carl Hastings
- Jack Albertson como doctor J. Wilson Shields
- Nolan Leary como Pa Chaney
- Clarence Kolb como él mismo
- Danny Beck como Max Dill
- Philip Van Zandt como George Loane Tucker
- Hank Mann como comediante
- Desaire Pollard como comediante
- Billy Curtis como Harry Earles (sin acreditar)
- Forrest Taylor como Hombre Milagro (sin acreditar)

## Ficción y realidad
La licencia creativa fue ampliamente utilizada para escribir el guion, y muchos incidentes fueron saneados y ficcionalizados, incluyendo los siguientes:
Lon Chaney había declarado en entrevistas contemporáneas que no quería que Creighton (más tarde Lon Chaney Jr.) fuera actor, como sin embargo se muestra claramente en el final de la película. En el momento de la muerte de su padre, Creighton Chaney había estado dos años casado, asistido a una universidad empresarial, y trabajaba en una compañía de calentadores de agua en Los Ángeles. Cuando la compañía fracasó y los problemas financieros se volvieron abrumadores para Creighton, comenzó a aceptar trabajos en películas anunciado bajo su nombre de nacimiento. Solo desde mediados de los años 1930 permitió (ante la insistencia de los productores cinematográficos) que se le presentara como "Lon Chaney, Jr.", una acción de la que a menudo decía sentirse avergonzado. Posteriormente, Chaney Jr. declaró que estaba orgulloso del nombre "Lon Chaney", pero no del nombre "Lon Chaney Jr."
En la película, Lon es descrito en casa, y rodeado por sus familiares y amigos, cuando fallece. En realidad, Chaney murió en su habitación de hospital después de padecer una hemorragia.
La representación del maquillaje de Chaney para El Fantasma de la Ópera y El jorobado de Notre Dame difiere significativamente del maquillaje original creado por Chaney  para estas películas. El rostro de Cagney se ve rígido, cubierto por una elaborada máscara completa de látex y retoques de maquillaje. Lon Chaney en realidad se enorgullecía de su capacidad de distorsionar su rostro solo con un mínimo de maquillaje, lo que le permitía mantener una gran expresividad facial. Para ello, Chaney utilizó alambres finos en las fosas nasales y alrededor de los ojos, dientes falsos y pintura oscura alrededor de ojos y ventanas nasales, además de otros métodos.
Las recreaciones de Bud Westmore de los maquillajes originales son claramente máscaras y prótesis de látex, que generalizó en los años 1950, imitándolos. El rostro de Cagney en algunas escenas se ve muy rígido, como la escena donde habla a Creighton mientras está caracterizado como el jorobado de Notre Dame, y cuando habla a la actriz al final de la escena de desenmascaramiento en El Fantasma de la Ópera.